# アクアワールド・大洗
アクアワールド・大洗（アクアワールド・おおあらい、英語: Aqua world Oarai）は、茨城県東茨城郡大洗町にある水族館。太平洋に面した、日本でもトップクラスの大型水族館である。約165億円（うち建設費150億円）をかけ従来の大洗水族館から大規模なリニューアルを行い、博物館や科学館的な展示手法を採り入れた海の総合ミュージアムとして2002年3月にオープンした。事業所名は「アクアワールド茨城県大洗水族館」。公益財団法人いばらき文化振興財団が経営。
隣接するひたちなか市の国営ひたち海浜公園とともに茨城県を代表する海岸部のレジャースポットである。茨城県随一の観光施設であると同時に、大洗町そのもののイメージの形成に深く影響を与える施設でもある。

## 概要
延床面積約19,800平方メートル、鉄筋コンクリート造5階建（一部7階建）。展示水槽水量は約4,100トン（総水量：約5,100トン）。65の展示水槽には大洗沖の身近な魚貝類から世界中の海や川の生物まで、約580種68,000点の生物を展示する。特にシンボルマークである「サメ」の飼育に力を入れており、種類数は55種（2017年4月時点）で日本一。他に日本一の大きさであるマンボウ専用水槽（270トン、2017年4月現在個体数8尾、最も多かった時期は13尾）や世界最大級のマンボウ剥製（全長3メートル）、最も希少な大型鯨類の一種であり茨城県初の確認記録だったセミクジラの骨格標本、マッコウクジラの骨格標本、世界最大のウバザメ剥製、日本の水族館では最大規模のキッズコーナーなどが有る。テーマ別に次の8ゾーンとマーケットプレイス・フードコートで構成されており、「茨城の海と自然・世界の海と地球環境」を基本テーマに、地球全体の環境について理解が深まる展示構成となっている。また日本で最初にペンギンショーを行った水族館としても知られる。
アクアワールドに改称して以降、年間入館者数は東日本大震災で休館を余儀なくされた2011年（平成23年）度を除き、毎年100万人を突破している。茨城県では筑波山と並んで小学校の遠足の定番スポットとなっており、遠足で訪れた人が親となり子供を連れて来館することも多いため、大人を意識した展示も取り入れている。アクアワールドでは遠足需要を重視しており、茨城県や栃木県を中心とした近県の教育委員会へ遠足での利用を呼び掛けている。また県外からの来館者やリピーターの多さを特徴とする。これはサメやマンボウといった目玉展示の訴求力が強いことに加え、マスメディアによる取材の積極的な受け入れやバナー広告などのインターネット広告、鉄道広告による自主的な広報活動の成果である。
アクアワールド・大洗は茨城県の条例上、県営都市公園「大洗公園」内にある公園施設と位置付けられている。所管部署は茨城県生活環境部生活文化課であり、実際の管理運営は都市公園法の管理許可により公益財団法人いばらき文化振興財団が行う。いばらき文化振興財団は1992年（平成4年）に県の出資で設立された団体で、1999年（平成11年）より水族館運営を行っている。水族館内の組織は、館長・副館長の下に総務課、経営企画課、普及課、魚類展示課、海獣展示課、施設課、業務課の7課が置かれている。このうち生物を展示し、一般の来館者と触れ合う機会が多いのが魚類展示課と海獣展示課である。研究機関としての水族館は、茨城県の沿岸に来遊または漂着・座礁する生物の調査に力を入れており、特にサメとクラゲは定点調査を行っている。
2019年12月23日に行われた茨城県知事の大井川和彦による定例記者会見で、総事業費約130億円を投じて、室内水槽としては日本最大となる水量8000トン規模のジンベエザメ専用の展示水槽の新設を発表した。建設場所は現在の水族館駐車場で、2020年度にジンベエザメ館の設計、ジンベエザメの確保・畜養を開始し、2021年度～2022年度に地盤改良や本体工事、2022年度末（2023年3月）に竣工を予定し、現在の倍の年間200万人の来場者数を目指していた。2020年3月の県議会で、事業採算性の検討が未成熟なことなどを理由として、2020年度の予算案の原案が全会一致で否決された。
茨城県内陸部の大子町と教育や観光、農林水産業で協力する包括連携協定を2020年1月20日に結んだ。

## 利用案内
入場料
- 【個人】大人…2,300円｜小・中学生…1,100円｜幼児（3歳以上）…400円
- 【団体】大人…1,900円｜小・中学生…900円｜幼児（3歳以上）…300円
- 割引料金について
  - 年間パスポート 大人…4,600円｜小・中学生…2,200円｜幼児（3歳以上）…800円
  - 学校特割 高校生 1,400円｜小・中学生 700円｜幼児（3歳以上）…250円
  - 毎週土曜日は団体個人ともに小・中学生…460円｜幼児（3歳以上）…150円（除外期間有り）
  - 大洗駅、那珂湊駅、大洗周辺のホテルなど一部関連施設で個人料金10%割引券の販売有り[27]。

駐車場（無料）
- 水族館駐車場（約750台）
- 県営駐車場（約1,000台）

営業
- 通常営業は9:00 - 17:00（最終入館 16:00）

ただし特定日およびイベント等で営業時間が変更になる場合が有る。また毎年6月と12月に館内点検等による休館日有り。
その他
- 全館禁煙（入場口近くに喫煙所有り）
- ペットの入館は不可（盲導犬等の介助犬を除く）

### 交通
公共交通で訪れることもできるが、来館者の多くは自家用自動車を利用する。水族館が実施した自動車のナンバープレート調査によると、来館者が多い地域は茨城県を含む北関東（関東内陸）と常磐自動車道沿線の埼玉県南東部、千葉県北西部である。
- JR東日本水戸駅より茨城交通バスで42分。（茨大経由アクアワールド・大洗行きまたは那珂湊方面行き）
- 鹿島臨海鉄道大洗鹿島線大洗駅より下記のいずれかのバスで15分[8]。
  - 茨城交通（アクアワールド・大洗行きまたは那珂湊方面行き）
  - 周遊バス海遊号
- ひたちなか海浜鉄道湊線那珂湊駅より茨城交通の大洗海岸経由水戸駅行きで6分。
  - 那珂湊駅から徒歩の場合、約30分[28]。
- 北関東自動車道（東水戸道路）水戸大洗ICより国道51号・県道2号経由、約15分[28]（約7 km[10]）。
  - 東京都心から約2時間[28]。

## 主な施設

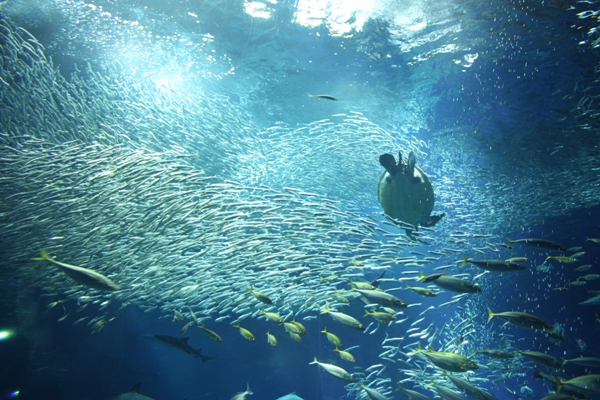
出会いの海の大水槽

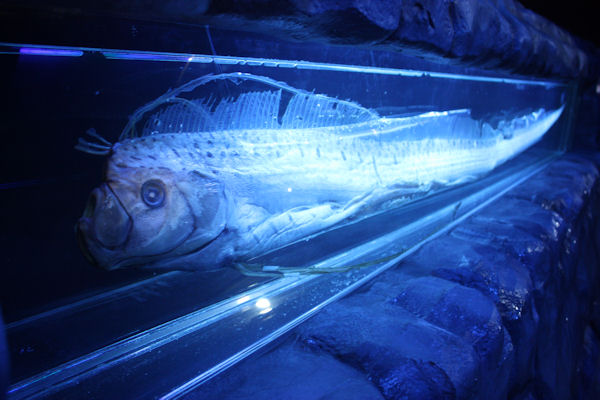
リュウグウノツカイ

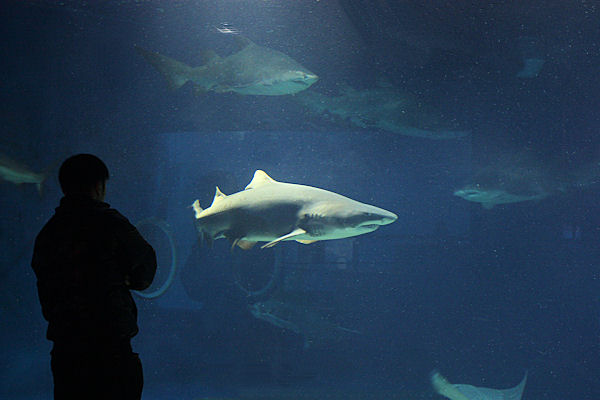
サメ

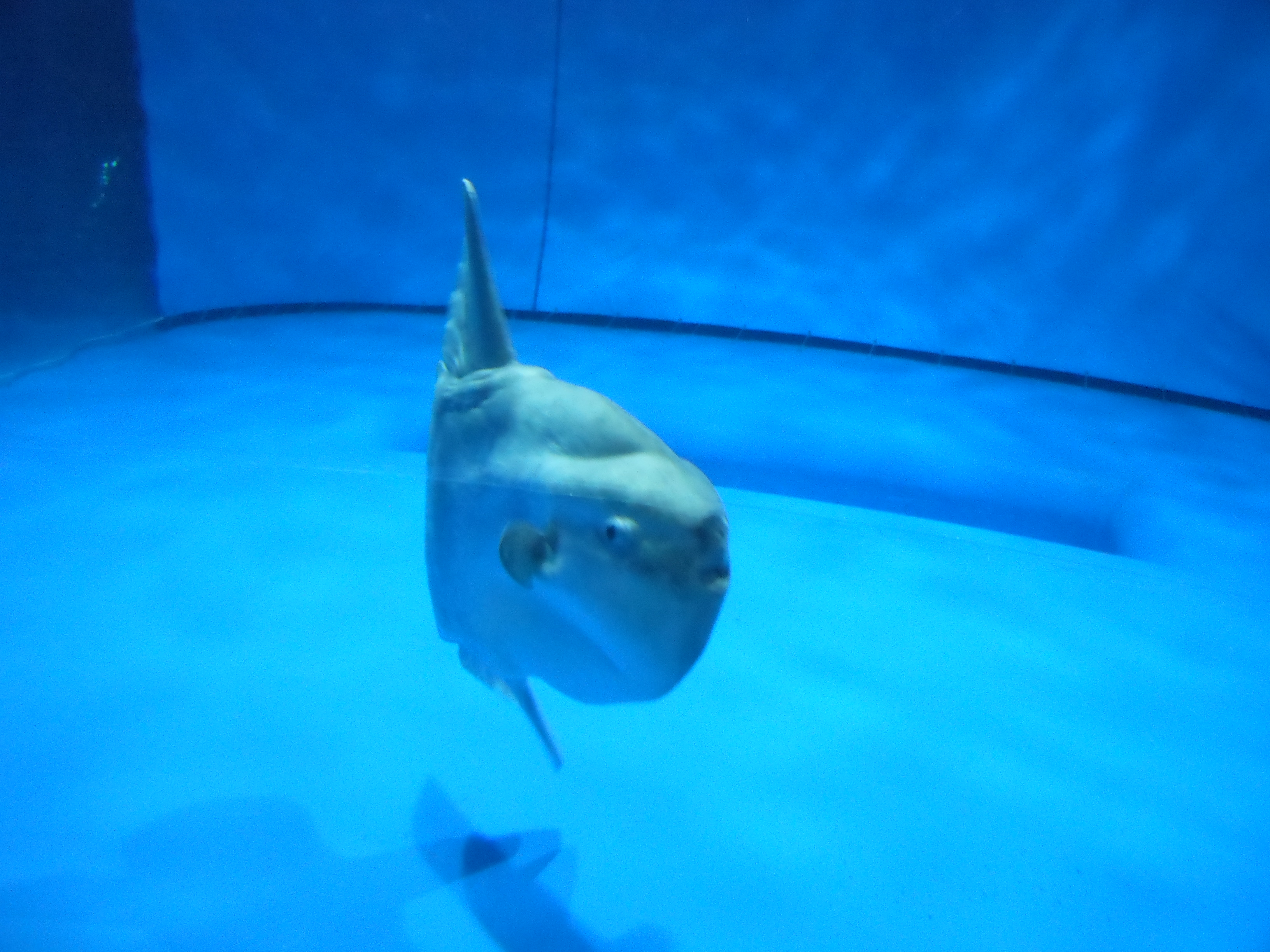
マンボウ

### 出会いの海ゾーン
入場口（3階）から入場してすぐ。イワシや巨大コブダイをはじめ、大洗近海に住む生物などが展示されている。
その先に約1,260トンの巨大な「出会いの海の大水槽」（写真）があり、約80種、2万匹近くの海の生物を観察できる。ここで「アクアウォッチング」が行われる。
また、総合案内では水族館探検ツアーを受付しており、バックヤードを見る約1時間のツアーが楽しめる。

### 暗黒の海ゾーン
深海に生息する魚や様々なクラゲ、深海の生物をシアターで紹介。
洞窟風の通路を進むと3D映像で深海の雰囲気を出し、その先には茨城の郷土料理として知られるアンコウや2009年に隣町の鉾田市に流れ着いたリュウグウノツカイ・クラゲなどの生物が展示されている。

### 世界の海ゾーン1
沖縄から北海道まで、湿帯域・熱帯域・寒帯域の海の生物を紹介。
マンボウや水族館の目玉である多数のサメ、珊瑚やオホーツクの海に出会うことができる。

### 世界の海ゾーン2
エトピリカやゴマフアザラシなどの北の海で生活している海獣・海鳥の姿を水中の上下から見ることが出来る。

### ミュージアムゾーン
世界最大級のマンボウ剥製や実験観察が出来るレクチャールーム、日本の水族館としては最大規模の屋内プレイ遊具「キッズランド」がある。
またシーズンに合わせてタッチングプールやガラ・ルファのお魚エステ体験など、様々なイベントが交互に行われている。
なおここにもミュージアムショップがあるがマーケットプレイス内にあるショップとは品揃えが異なる（取り扱いがないという断り書きも掲示されている）。

### 森と川ゾーン・出会いのデッキ
水族館脇に流れる那珂川の自然を再現しており、水源から上流 - 下流の環境に合わせイトヨやサケなどの生物を観察出来、秋になると実際にサケの産卵が繰り広げられる。

### オーシャンゾーン
800名収容の観覧席があるイルカ・アシカオーシャンライブ、そして太平洋を見渡せる屋外にはアシカやペンギンを観察できる。

### マーケットプレイス
オリジナルグッズや地元水産業者の干物や加工品など様々な土産を購入できる。

### フードコート
寿司や海鮮丼など大洗町ならではの本格海の幸から洋食や中華・地元の弁当・デザートなど豊富なメニューが楽しめる190席のフードコート。屋外デッキも有り、眼前に広がる太平洋を一望出来る。
食事処はこの1ヶ所であるため、昼食時は混雑する。遠足で訪れる団体が持参した弁当を食べる場所は別に設けられている。

## 主なイベント
- アクアウォッチング（1日4回[7]）
  - ダイバーが水槽の中から生き物の生態について語るもので、観覧者はマイク越しにダイバーと対話することも出来る[7]。
- 水族館探検ツアー（1日3回）
  - 水族館の裏側を探検することが出来る[10]。
- イルカ・アシカオーシャンライブ（1日4 - 6回）
- お食事タイム
  - サメ（1日1回）
  - マンボウ（1日2回）
  - エトピリカ（1日2回）
  - ラッコ（1日3回）
  - ゴマフアザラシ（1日2回）
  - ペンギン（1日3回）
  - カリフォルニアアシカ（1日1回）
  - カピバラ（1日1回）
- なるほど魚っちんぐ（1日5回）

## 歴史

### 県立大洗水族館（1952 - 1970）
茨城県庁は、夏季の海水浴一辺倒であった大洗のレジャー・観光を多様化・通年化を図るべく、1951年（昭和26年）に「大洗県立自然公園」を制定し、その中に建設したレジャー施設が県立大洗水族館（1952年〔昭和27年〕6月開業）と大洗ゴルフ倶楽部（1953年〔昭和28年〕開業）であった。県立大洗水族館は現行館よりも数百メートル南に建設され、竜宮城をモチーフとした門と、生け簀のようなプールを特徴としていた。面積は50坪（≒165.3m2）ほどと狭かったが、水族館そのものがまだ珍しかった当時としては画期的な施設であった。当時は茨城県沿岸に生息するヒラメやウミガメなど50種を飼育・展示していた。開業当時の水族館の入館者数は年間20万人以上おり、海水浴客は250万人ほどであった。1970年（昭和45年）9月に増床のために閉館するまでに延べ260万人が訪れた。

### 海のこどもの国大洗水族館（1970 - 2001）
1970年（昭和45年）11月には現行館と同じ場所に「海のこどもの国大洗水族館」と「大洗こどもの国プール」が開館した。この時より社会福祉法人茨城文化福祉事業団の運営となる。この水族館は継ぎ目のない40mのガラスを使った大回遊水槽を世界で初めて導入し、時代の変化に合わせて施設の増設と展示方法の変更を繰り返した。例えば、1980年（昭和55年）7月には約10億円を投じて延床面積2,856m2の新館を建設した。またペンギンショーやピラニアへの餌やり体験など他の水族館に先駆ける取り組みを次々と実行した。サメの飼育を始めたのもこの頃で、茨城沖が暖流と寒流のぶつかる潮目に当たり、暖流系・寒流系のどちらのサメも捕獲出来ることにちなんだものである。ただし、当時はサメの水槽は小さいものしかなかったため、大型のサメは一般公開せず、バックヤードでの試験飼育に留まった。1970年（昭和45年）から1980年（昭和55年）までの10年間の来館者数は600万人以上で、当時の飼育生物は280種7,000尾であった。
1999年（平成11年）、社会福祉法人茨城文化福祉事業団の文化部門が切り離され、いばらき文化振興財団に移ったことにより、同財団の運営になった。2001年（平成13年）5月、老朽化のため一旦閉館となる。

### アクアワールド茨城県大洗水族館（2002 - ）
海のこどもの国大洗水族館を大幅に増床する形で、2002年（平成14年）3月21日にアクアワールド茨城県大洗水族館としてリニューアルオープンした。リニューアル以降、年間入館者数は東日本大震災で休館を余儀なくされた2011年（平成23年）度を除き、毎年100万人を突破している。

#### 東日本大震災への対応と影響
2011年（平成23年）3月11日に発生した東北地方太平洋沖地震の際には施設自体の被害はなく、津波の侵入もなく駐車場が波しぶきを受けた程度であった。来館者約250人は職員の避難誘導により、標高の高い松林に一旦避難し、揺れが落ち着いたところで全員が帰路に就いた。館内には10日間稼働可能な自家発電機や貯水タンクがあり、餌も3 - 4日分保管していたため節約しながら飼育生物に与えたため、生物への被害も最小限に抑えられた。
しかしながら3月12日から3月31日までは臨時休館となった。休館明けの4月1日から4月10日までは「大震災復興支援無料開放期間」として入館料を徴収しなかったため118,784人が詰めかけた。4月10日の来館者は16,982人だったのに対し、有料に戻った4月11日には249人に激減した。結局、4月期の入館者数はリニューアル開館した2002年（平成14年）に次ぐ2番目の多さを記録したものの、2011年（平成23年）度の入館者数は79,9763人と2002年（平成14年）の開館以来最低となった。
アクアワールド大洗では震災を教訓に、毎年3月11日に津波を想定した防災訓練を実施している。

### 略年表
- 1952年 初代「大洗水族館」開館[29][6]。
- 1970年 プールなどを併設した二代目「大洗水族館」開館[6]。
- 1976年 日本で最初にペンギンショーを開催[6]。
- 2001年5月10日 新水族館（アクアワールド茨城県大洗水族館）の建設に伴い閉館。
- 2002年3月21日 アクアワールド・大洗としてリニューアルオープン。
- 2003年6月12日 入館者200万人達成。
- 2006年3月30日 入館者500万人達成。
- 2008年6月28日 世界最大級であるウバザメの剥製標本を館内常設展示。
- 2008年12月13日 全長13.76ｍのマッコウクジラ全身骨格標本公開。
- 2010年2月22日 8年連続 年間入場者数100万人達成。
- 2010年
  - 2月25日 韓国の釜山アクアリウムと姉妹館締結。
  - 7月28日 入場者1000万人達成。
- 2011年
  - 3月11日 東日本大震災被災で一時休館。
  - 4月1日 営業再開。4月10日まで「がんばろう！日本 東北関東大震災（東日本大震災）復興 無料開放」イベントが行われる。
- 2012年6月27日 ニンテンドーDSを使った館内ガイドを開始。
- 2012年 ブラウンシャイシャークの繁殖で繁殖賞[34]
- 2013年 シマネコザメの繁殖で繁殖賞[35]
- 2015年5月14日 入場者1500万人達成[36]。
- 2020年 飼育していたサメの単為生殖事例を学会誌に発表[37]。